# Gabrielle Daleman
Gabrielle Daleman (ur. 13 stycznia 1998 w Toronto) – kanadyjska łyżwiarka figurowa, startująca w konkurencji solistek. Mistrzyni olimpijska z Pjongczangu (2018, drużynowo), brązowa medalistka mistrzostw świata (2017), wicemistrzyni czterech kontynentów (2017) oraz dwukrotna mistrzyni Kanady (2015, 2018).

## Życie prywatne
Gabrielle Daleman urodziła się w Toronto, ale wychowała się w Newmarket w stanie Ontario. Jest córką nauczyciela akademickiego Michaela i Rhondy Daleman. Ma brata Zacha, który również trenuje łyżwiarstwo figurowe. Gabrielle jest absolwentką Pickering College, gdzie wykładał jej ojciec.

## Kariera

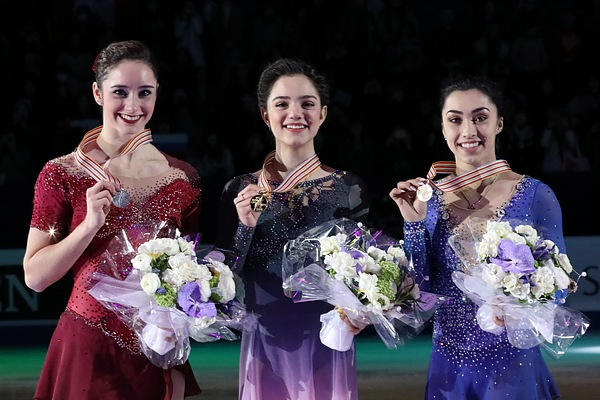
Daleman na podium mistrzostw świata 2017

Daleman rozpoczęła treningi łyżwiarskie w wieku 4 lat i jak przyznała później, do podjęcia dalszych treningów zainspirował ją występ Joannie Rochette na Zimowych Igrzyskach Olimpijskich 2006. Po pierwszych sukcesach na szczeblu juniorskim karierę seniorską rozpoczęła debiutem na Mistrzostwach Kanady 2013, gdzie zdobyła srebrny medal. W sezonie olimpijskim 2013/14 po raz drugi została wicemistrzynią Kanady i zdobyła kwalifikację na Zimowe Igrzyska Olimpijskie 2014 w Soczi. Daleman nie brała udziału w zawodach drużynowych, a w konkurencji solistek zajęła 17. miejsce. W debiutanckim występie na mistrzostwach świata 2014 uplasowała się na 13. miejscu.
W drugim sezonie startów w kategorii seniorów wygrała zawody z cyklu Challenger Series – Autumn Classic International 2014 oraz wywalczyła pierwszy tytuł mistrzyni Kanady. W sezonie 2016/17 Daleman zdobyła srebrny medal mistrzostw czterech kontynentów oraz brązowy mistrzostw świata. Podczas mistrzostw świata 2017 Daleman straciła niespełna 4,6 punktów do drugiej Kaetlyn Osmond oraz 19,89 punktów do pierwszej Jewgieniji Miedwiediewej.
W sezonie 2017/18 po raz drugi znalazła się w reprezentacji Kanady na zimowe igrzyska olimpijskie 2018 w Pjongczangu. Podczas konkursu drużynowego Daleman zajęła trzecie miejsce w programie dowolnym z notą 137,14 punktów. Ostatecznie Kanada zdobyła złoty medal i tytuł mistrzów olimpijskich. W rywalizacji solistek zajęła 15. miejsce.

## Osiągnięcia

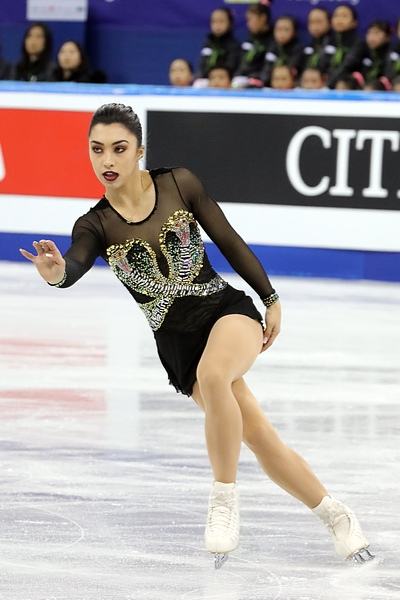
Mistrzostwa czterech kontynentów 2017

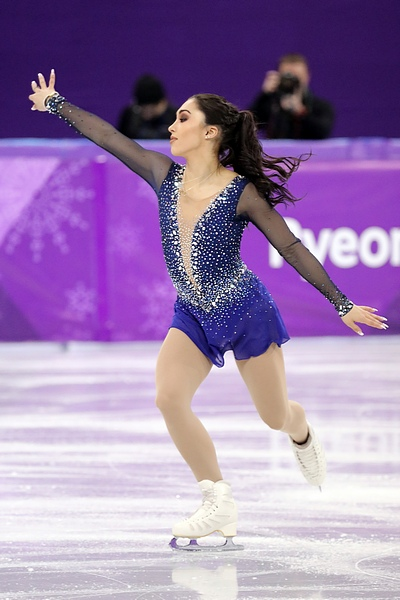
Igrzyska olimpijskie 2018

| Zawody                                | 11–12          | 12–13          | 13–14          | 14–15          | 15–16          | 16–17          | 17–18          | 18–19          | 19–20          | 20–21          | 21–22          | 22–23          |                |                |                |                |                |
| Międzynarodowe                        | Międzynarodowe | Międzynarodowe | Międzynarodowe | Międzynarodowe | Międzynarodowe | Międzynarodowe | Międzynarodowe | Międzynarodowe | Międzynarodowe | Międzynarodowe | Międzynarodowe | Międzynarodowe | Międzynarodowe | Międzynarodowe | Międzynarodowe | Międzynarodowe | Międzynarodowe |
| ------------------------------------- | -------------- | -------------- | -------------- | -------------- | -------------- | -------------- | -------------- | -------------- | -------------- | -------------- | -------------- | -------------- | -------------- | -------------- | -------------- | -------------- | -------------- |
| Igrzyska olimpijskie                  |                |                | 17             |                |                |                | 15             |                |                |                |                |                |                |                |                |                |                |
| Mistrzostwa świata                    |                |                | 13             | 21             | 9              | 3              | 7              | 11             |                |                |                |                |                |                |                |                |                |
| Mistrzostwa czterech kontynentów      |                |                |                | 7              | WD             | 2              |                |                |                | C              | 10             |                |                |                |                |                |                |
| GP Cup of China                       |                |                |                | 5              |                |                | 6              |                | WD             |                |                |                |                |                |                |                |                |
| GP MK John Wilson Trophy              |                |                |                |                |                |                |                |                |                |                |                | 8              |                |                |                |                |                |
| GP NHK Trophy                         |                |                |                | 6              |                |                |                | WD             |                |                |                |                |                |                |                |                |                |
| GP Skate America                      |                |                |                |                |                | 4              | 6              |                |                |                |                |                |                |                |                |                |                |
| GP Skate Canada International         |                |                |                |                | 5              |                |                | WD             | 10             |                |                | 10             |                |                |                |                |                |
| GP Trophée Eric Bompard               |                |                |                |                | 6              | 4              |                |                |                |                |                |                |                |                |                |                |                |
| CS Autumn Classic International       |                |                |                | 1              |                |                |                |                | WD             |                | 8              |                |                |                |                |                |                |
| CS Memoriał Ondreja Nepeli            |                |                |                |                | 4              |                |                |                |                |                |                |                |                |                |                |                |                |
| CS Finlandia Trophy                   |                |                |                |                |                |                | 6              |                | 13             |                |                |                |                |                |                |                |                |
| CS Nebelhorn Trophy                   |                |                |                |                |                | 3              |                |                |                |                |                |                |                |                |                |                |                |
| CS U.S. International Classic         |                |                |                |                |                |                |                | 6              |                |                |                |                |                |                |                |                |                |
| CS Warsaw Cup                         |                |                |                |                |                |                |                |                |                |                | 7              |                |                |                |                |                |                |
| Międzynarodowe: Kategorie młodzieżowe |                |                |                |                |                |                |                |                |                |                |                |                |                |                |                |                |                |
| Mistrzostwa świata juniorów           |                | 6              |                |                |                |                |                |                |                |                |                |                |                |                |                |                |                |
| JGP w Austrii                         |                | 6              |                |                |                |                |                |                |                |                |                |                |                |                |                |                |                |
| JGP w Estonii                         |                |                | 4              |                |                |                |                |                |                |                |                |                |                |                |                |                |                |
| JGP w Niemczech                       |                | 5              |                |                |                |                |                |                |                |                |                |                |                |                |                |                |                |
| JGP w Polsce                          |                |                | 3              |                |                |                |                |                |                |                |                |                |                |                |                |                |                |
| International Challenge Cup           | 2 J            |                |                |                |                |                |                |                |                |                |                |                |                |                |                |                |                |
| Krajowe                               |                |                |                |                |                |                |                |                |                |                |                |                |                |                |                |                |                |
| Mistrzostwa Kanady                    | 1 J            | 2              | 2              | 1              | 2              | 2              | 1              | 5              | 8              | C              | 3              |                |                |                |                |                |                |
| SC Challenge                          | 3 J            | 3              |                |                | 1              |                |                |                |                | 3              |                |                |                |                |                |                |                |
| Zawody drużynowe                      |                |                |                |                |                |                |                |                |                |                |                |                |                |                |                |                |                |
| Igrzyska olimpijskie                  |                |                |                |                |                |                | 1 T 3 P        |                |                |                |                |                |                |                |                |                |                |
| World Team Trophy                     |                | 2 T 11 P       |                | 4 T 8 P        |                | 4 T 4 P        |                | 5 T 9 P        |                | 6 T 10 P       |                |                |                |                |                |                |                |
| Team Challenge Cup                    |                |                |                |                | 1 T 8 P        |                |                |                |                |                |                |                |                |                |                |                |                |